# Asedio de Eger (1552)

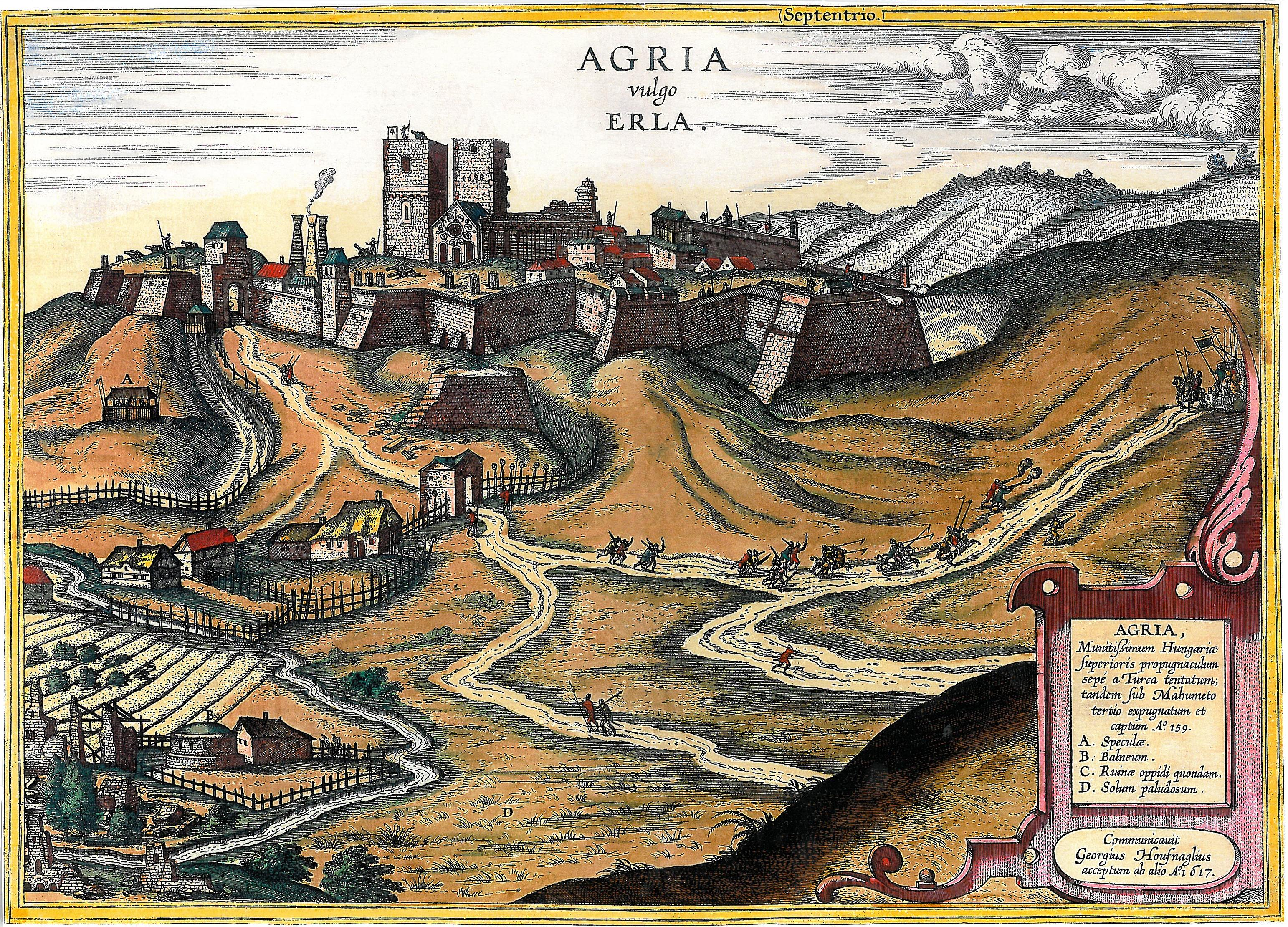
Castillo de Eger en el

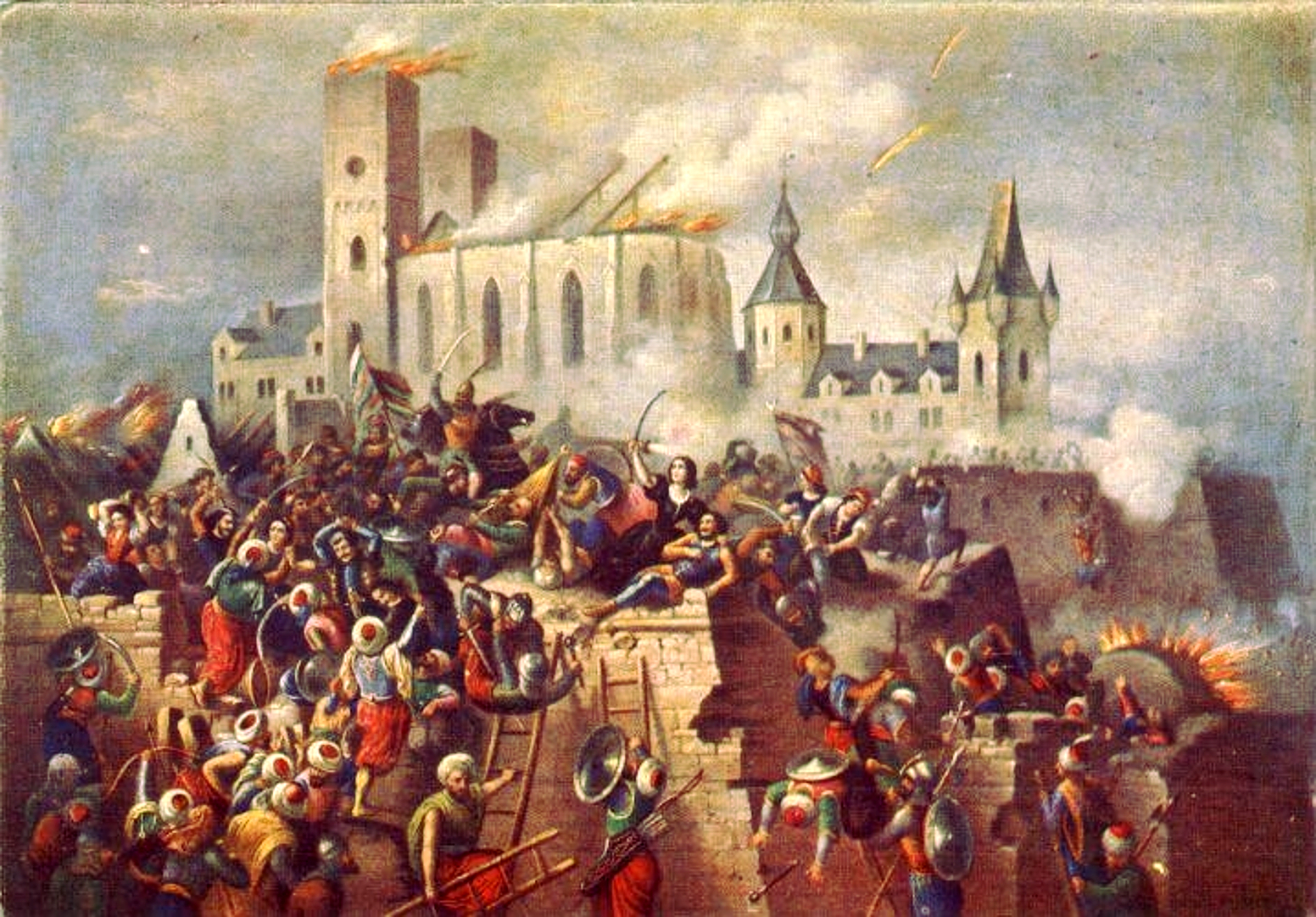
Asedio del Castillo de Eger

El asedio de Eger ocurrió durante las Guerras otomanas en Europa en el siglo XVI. En 1552 las fuerzas del Imperio otomano dirigido por Kara Ahmed Pasha puso bajo asedio el castillo de Eger, localizado en la parte del norte del reino de Hungría, pero los defensores, dirigidos por István Dobó, repelieron los ataques y defendieron el castillo. Más tarde, el asedio se convirtió en un emblema de defensa nacional y heroicidad patriótica en Hungría.

## Trasfondo
El sultán otomano Solimán el Magnífico comenzó la expansión del imperio en 1520 después del reinado de Selim I.  Comenzó con los ataques contra los territorios de influencia de húngaros y austríacos, invadiendo tierra húngara en 1526. El Ejército húngaro fue aplastado en la Batalla de Mohács y dejó el camino preparado para un ataque en la cuenca del Danubio. La batalla también trajo consigo la muerte del Rey de Hungría y Bohemia, Luis II, desencadenando una disputa para hacerse con el trono. El emperador austriaco Fernando I  subió exitosamente al trono Bohemio, pero el pretendiente Juan I de Zápolya quiso arrebatarle el trono húngaro, cuya reclamación estuvo respaldada por los nobles y el Sultán. La lucha de poder continuó más allá la muerte de Juan I en 1540 cuándo su hijo, Juan II Segismundo de Zápolya se hizo con el trono. No se resolvió hasta que él renunció al trono en 1570 cuándo este fue tomado por Maximiliano II.
Los otomanos encontraron resistencia durante el asedio de Güns (Kőszeg) en 1532, donde una fuerza de 800 hombres bajo el mando de Miklós Jurisich consiguió retener a los ejércitos otomanos. Aun así, esto solo retrasó su campaña por 25 días, y continuaron acercándose a Buda, finalmente ocupando la capital en 1541. Buda se transformó en la sede de la dominación otomana en el área, con los mismos apoyando a Juan II en el gobierno de los territorios ocupados.
La pérdida de los fuertes cristianos en Temesvár y Szolnok en 1552 se les atribuyó a soldados mercenarios dentro de las filas húngaras. Cuándo los Turcos desviaron su atención a la ciudad húngara del norte de Eger ese mismo año, pocos esperaron que los defensores ofrecieran mucha resistencia, particularmente con los dos grandes ejércitos de los señores otomanos Ahmed y Ali, los cuales habían aplastado toda oposición anteriormente, unidos a las puertas de Eger.
Eger era un baluarte importante y clave para la defensa del resto del territorio húngaro. Al norte de Eger se alzaba la pobremente fortificada ciudad de Kassa (la ciudad de Košice en la actualidad), centro de una región importante de minas y casas de acuñación, la cual proporcionaba al Reino húngaro de grandes cantidades de monedas de plata y oro de calidad. Además de hacerse con aquella fuente de ingresos, la caída de Eger asimismo brindaría al Imperio otomano una ruta alternativa de logística para una expansión militar de tropas que avanzarían más hacia el oeste, posibilitando a los Turcos plantar asedios a Viena más frecuentemente.

## El Castillo
El castillo de Eger está localizado al este de la ciudad en una ladera. Su ubicación real no era ideal desde un punto de vista militar - el castillo solo vigila las partes sur y oeste de la ciudad amurallada - aun así,  tenía la ventaja al proporcionar ubicaciones excelentes para el posicionamiento de armas de fuego. El castillo comprendía una fortaleza interior y exterior con una torre de guardia al sureste y 6 bastiones en las paredes - el Bastión de Tierra y el Bastión de Prisión al noroeste, el Bastión Sándor en el muro norte, el Bastión Bolyky en la esquina nordeste, el Bastión Bebek en la esquina oriental de la fortaleza exterior y el Bastión Dobó en la pared occidental. La puerta Varkoch se alzaba en la muralla sur de la fortaleza interior mientras un bastión más lejano, el Bastión de la Iglesia, está en el centro de la pared que separa las dos partes de la fortaleza.
La fortaleza de Eger estaba construida en las ruinas de un fuerte de piedra más temprano, el cual reemplazó a un antiguo campamento, posiblemente levantado por los Hunos. Esto hizo los cimientos de Eger más fuertes de lo habitual y ello obstaculizó bastante el trabajo de los mineros otomanos. Como era habitual durante los asedios en aquel tiempo, tanto atacantes como defensores intentaron cavar túneles bajo las paredes y plantar cargas de pólvora para abrir huecos en la muralla o destruir las trincheras del atacante respectivamente. Ninguno de estos intentos logró su cometido durante el asedio de Eger.

## El asedio
Los datos húngaros y la valoración de Gárdonyi del tamaño del ejército otomano (entre 150 000-200 000 hombres) son una exageración romántica. En realidad el ejército otomano se estima entre 35 000-40 000 hombres del ejército de Rumelia (y un contingente de Anatolia) y las tropas de Ahmed Pasha en Buda.
Los otomanos tenían 16 zarbuzans (cañones de asedio de gran tamaño) así como 150 piezas medias y más pequeñas de artillería, y una flota de dos mil camellos, la cual probó para ser altamente útil en la recolección y transporte de madera al sitio utilizada para la construcción de plataformas de asedio provisional. Los defensores tuvieron 6 piezas de artillería y por lo menos una docena de cañones más pequeños, y aproximadamente 300 arcabuces con amplios suministros de munición.
A pesar de la diferencia de números, las fuertes murallas de Eger y la moral alta de sus defensores permitieron a la fortaleza resistir cinco grandes asaltos y el continuo fuego de la artillería otomana (excluyendo las incrustadas en los muros del baluarte, casi 12 000 bolas de cañón habían caído dentro de la fortaleza antes del fin del asedio).
La fortaleza estaba defendida por 2100-2300 personas, una mezcla de soldados profesionales, campesinos insurgentes y unas cuantas docenas de mujeres. Entre los aproximadamente 1530 soldados listos para combatir solo había un puñado de mercenarios extranjeros: Dobó había contratado a seis artilleros de Alemania para hacer un uso más eficaz de la artillería de Eger. Los defensores eran comandados por István Dobó y su lugarteniente István Mekcsey, quién había tomado el mando en 1549. Otro notable oficial, famoso en el folclore y la literatura húngaros, era Gergely Bornemissza. Dirigía un destacamento de 250 soldados de infantería húngara, pero fue su habilidad con los explosivos lo que destacó a este joven oficial. Durante el asedio Bornemissza ingenió unas primitivas pero letales granadas y pequeñas bombas de pólvora que lanzó contra los atacantes, e igualmente utilizó una rueda de molino provista de paquetes de pólvora que hizo rodar hacia las filas otomanas. Su secreto era que la pólvora no solo explotaba sino que ardía con una llama más fuerte. Cargó estas armas con óleos, sulfuro y pedernal para rociar al enemigo con misiles incandescentes.
Los otomanos habían esperado una victoria fácil, pero la valentía de los defensores del castillo, así como el inspírador liderazgo de Dobó, resistieron y repelieron los repetidos asaltos otomanos. Incluso después de la torre de almacenamiento que contenía 24 toneladas métricas de pólvora negra explotara y causara daños estructural es extensos, los invasores aún no podían encontrar un camino al complejo del castillo. Después de 39 días de sangrientos, brutales e intensos combates el ejército otomano se retiró, derrotado y humillado. Las pérdidas de los defensores se contaron en aproximadamente una tercera parte de sus filas, incluyendo a aquellos que fueron asesinados y permanentemente mutilados en combate. Dobó perdió a sus dos escuderos.
Según las investigaciones históricas modernas, algunos factores externos contribuyeron al éxito de los defensores. Existían serias luchas internas entre los dos dirigentes otomanos, Pasha Ali y Pasha Ahmed. Ahmed era el miembro con más experiencia y había contribuido con el doble de tropas al ejército unificado, pero Alí demostró una mayor destreza estratégica y demostró su habilidad con la artillería, dañando severamente las murallas del castillo con su batería o solo con cuatro piezas largas de asedio. Durante el asedio, el ejército otomano ra de pólvora y cannonballs (cuál era carved fuera de mármol) al menos dos veces, limitando el uso de Ahmed de artillería pesada para una semana o más. El fin de otoño llegó más temprano de lo habitual con una fuerte lluvia y temperaturas heladas durante la noche. Las escasas raciones de arroz así como las alegaciones de corrupción entre los oficiales causaron el descontento entre las tropas otomanas. A pesar del fracaso en Eger, los otomanos no tuvieron ninguna razón para lamentar la campaña de 1552, pues Veszprém, Timișoara, Szolnok y Lipova así como otros veinticinco baluartes húngaros habían sido tomados.
Después de la victoria, Dobó y sus oficiales dimitieron, como forma de protesta ante la negativa del rey Fernando de contribuir con algún apoyo material a la defensa. Gergely Bornemissza fue designado para tomar bajo su mando la fortaleza. Más tarde fue emboscado, capturado y ahorcado por los otomanos. La fortaleza de Eger siguió resistiendo los ataques otomanos hasta que en 1596 cuándo 7000 defensores, mayoritariamente mercenarios extranjeros, capitularon ante las fuerzas otomanas personalmente comandadas por el Sultán, Mehmed III. La ciudad quedó en manos otomanas por 91 años.
Eger se transformó en el emblema de la defensa nacional, un símbolo de heroicidad patriótica, y la superioridad de un ejército nacional sobre una fuerza extranjera no motivada de mercenarios.

## En el arte y literatura
Los registros más tempranos del asedio fueron escritos por el cronista Sebestyén Tinódi Lantos en 1554 quién escribió versos musicales sobre las proezas de las personas de Eger.
No fue hasta el siglo XIX que el asedio fue tomado por escritores húngaros como base para relatos de ficción. El primero de ellos fue el poema Eger de Mihály Vörösmarty en 1827.
El relato más famoso fue del autor Géza Gárdonyi quién escribió su popular novela histórica Egri csillagok, en 1899, sobre los acontecimientos de este periodo. Registra los hechos que llevaron al asedio y relata la historia de Gergely Bornemissza, también conocido como Capitán Dobó, y su co-comandante István Mekcsey. Durante la década de 1960 la novela fue adaptada a un largometraje, que todavía se pasa regularmente por la televisión húngara.
La pintura de Bertalan Székely Az Egri Nők (Mujeres de Eger) describe la defensa de la fortaleza, especialmente por parte de las mujeres, y cuelga en la Galería de Arte Nacional en Budapest.